# Jorddække
 Ikke at forveksle med Bunddække.
Jorddække (engelsk: mulch) er en betegnelse for materiale, der er anvendt til at dække rundt om planter. Det tilsvarende verbum, jorddækning, betyder at anvende dette jorddække omkring planter. 
Jorddække kan tjene en række formål. Den kan bruges i områder, hvor nedfald, såsom blade og andet organisk materiale, jævnligt ryddes væk - for eksempel i parker. Her kompenserer mulden for fjernelse af naturlig biomasse og næringsstoffer; efterhånden som mikroorganismer nedbryder indholdet af mulden, får jorden en bedre struktur, luftindhold og aktivitet. Samtidig fungerer bunddække også som en beskyttende grænse for rødder og stængler, fra både plæneklippere og skadelig nedtramp. Jorddække kan også fungere som et isolerende lag mod både kulde, varme og sollys, samt forhindre vandfordampning i at udtørre jorden omkring rødderne.
Varmebehandling kan bruges til at forhindre, at fremmede og uønskede insekter, planter eller plantesygdomme overføres via bunddækkematerialet. Jorddække lavet af lokale materialer er normalt uproblematisk.
Jorddække kan bestå af fx græsafklip, bark, flis, halm, tang, blade eller kompost.